# F. J. Werner
F. J. Werner byla menší soukromá strojírna působící mezi lety 1924 až 1950 ve Štěrboholích u Prahy. Hlavní výrobní náplní byly dodávky materiálu a vozidel pro úzkorozchodné drážky a zařízení pro stavebnictví.

## Předchůdce: Káš a Werner (1910–1926)
Dne 25. listopadu 1910 byla založena v Praze veřejná obchodní společnost Káš a Werner s hlavním závodem ve Štěrboholích. Zakladateli byli velkoobchodník Methoděj Káš a kovářský mistr František Werner (* 1873), bývalí zaměstnanci libeňské pobočky firmy Orenstein & Koppel. Programem podnikání byla „výroba potřeb pro úzkokolejné dráhy a přípojky k normálněrozchodným drahám“.
V roce 1912 byla otevřena nová továrna u hostivařského nádraží. Následujícího roku se z firmy stala společnost s omezeným ručením „Továrna úzkokolejných drah, Káš a Werner s r.o., Praha“. Stejného roku byl F. Werner odstaven z vedení firmy a roku 1919 z ní definitivně odešel. V roce 1921 byla firma akcionalizována, nově pod názvem „Káš a Werner, akciová společnost, továrna pro výrobu úzkokolejných drah v Praze“. K roku 1926 došlo k likvidaci, byla prodána továrna v Hostivaři. V roce 1928 byla firma vymazána z obchodního rejstříku, účetně byla zlikvidována až v roce 1940.
Firma Káš a Werner vyráběla a repasovala kolejivo a vozíky malodrah a obchodovala s novým i použitým materiálem, včetně vojenských přebytků. Největšími odběrateli byly stavební firmy. Vybudovala a vybavila parními i motorovými lokomotivami a vozy mj. vápencovou drážku Grygov – Hodolany a lesní drážky u Břeclavi, v Ladzanech, nebo na Černém Hronu.

## F. J. Werner (1924–1950)
V roce 1924 založil František Werner vlastní firmu „Fr.J.Werner, továrna úzkokolejných drah a strojírna, Štěrboholy“ s předmětem podnikání tovární výroba průmyslových drah, stavebních, silničních a dopravních strojů, a úzkokolejných lokomotiv s výbušnými motory.
Firma F. J. Werner vyráběla vozíky malodrah a obchodovala s novým i použitým repasovaným materiálem. Vozy a repasované parní lokomotivy dodala na mezi lety 1927–1939 mj. i na několik lesních železnic na Slovensku a Podkarpatské Rusi nebo železničnímu pluku v Pardubicích. Od 30. let 20. století se zde vyráběly a opravovaly i rychlomíchačky na beton, stavební stroje a úzkokolejné motorové lokomotivy.
Firma zaměstnávala podle momentálních zakázek 20 až 70 zaměstnanců, z nich asi desetinu při výrobě lokomotiv. Samostatně fungovala až do roku 1950, kdy byla včleněna do Československých stavebních závodů, n.p. Praha.

### Vlastní výroba lokomotiv
Do roku 1950 se ve Štěrboholích vyrobilo víceméně řemeslným způsobem asi 50 „motorových tažných podvozků“, jednoduchých malých dvounápravových naftových lokomotiv s mechanickou převodovkou tří typů o výkonu 8 až 27 koňských sil, převážně pro stavební podniky.